# Джеймс Браун
Джеймс Бра́ун (англ. James Brown; *3 травня 1933, Барнвелл, Південна Кароліна, США — 25 грудня 2006, Атланта, Джорджія, США) — американський співак, визнаний однією з найвпливовіших постатей у попмузиці XX століття. «Хрещений батько соула», «містер Please Please Please» та «містер Динаміт», як він сам себе називав. За більш ніж 50-річну кар'єру вплинув на розвиток кількох музичних жанрів. Працював у таких жанрах, як госпел, ритм-енд-блюз, фанк.
Браун почав свою кар'єру як співак госпелу в Токкоа, штат Джорджія. Він приєднався до вокальної групи Gospel Starlighters (яка пізніше перетворилася на The Famous Flames), заснована Боббі Бердом, у якій він був вокалістом. Вперше з'явився у центрі уваги громадськості наприкінці 1950-х років як учасник гурту The Famous Flames із хітовими синглами «Please, Please, Please» та «Try Me». Його слава досягла свого піка в 1960-х роках з концертного альбому Live at the Apollo та хітових синглів, такі як «Papa's Got a Brand New Bag», «I Got You (I Feel Good)» та «It's a Man's Man's Man's World».
Наприкінці 1960-х Браун перейшов від блюзу та заснованих на госпелі форм та стилів до глибоко «африканізованого» підходу до створення музики, який вплинув на розвиток фанк-музики. До початку 1970-х років Браун повністю встановив фанк-звук після створення групи The J.B.'s з такими синглами, як «Get Up (I Feel Like Being a) Sex Machine» і «The Payback». Він також став відомий піснями соціальної спрямованості, у тому числі хітом 1968 року «Say It Loud – I’m Black and I’m Proud».
Музика спирається на широкий арсенал ударних та духових інструментів, як вокаліст Браун відзначається міцним, виразним голосом. Його вокальна техніка, повна фіоритур і прикрас, робить його найвпізнаванішим з вокалістів соулу. Також Браун вирізнявся екстатичним емоційним сценічним амплуа, що було проявом харизми артиста. Джеймс Браун був дуже плідним творцем — упродовж своєї довгої кар'єри, що тривала з кінця 1950-х до початку 1980-х років, він щорічно випускав по 4 альбоми, а у рекордному 1968 році — 9 альбомів. Його кар'єра була перервана фінансовими та правовими складнощами, які призвели до суперечливого кримінального процесу (ухилення від оподаткування) та ув'язнення. В кінці 1990-х Браун повернувся на сцену, однак він вже не досягав попередньої популярності. Браун продовжував виступати та записувати до своєї смерті від пневмонії у 2006 році. Браун був зарахований в 1 клас Національної зали слави ритм-енд-блюзу у 2013 році як музикант, а потім у 2017 році як автор пісень.
Браун записав 17 синглів, які посіли перше місце в Hot R&B/Hip-Hop Songs. Він також є рекордсменом за кількістю синглів, що увійшли до чартів Billboard Hot 100, але не посіли перше місце. Браун отримав нагороди від багатьох організацій, а також був включений до Зали слави рок-н-ролу та Зали слави піснярів. В аналізі Джоела Вітберна по чартах Billboard з 1942 по 2010 Браун займає перше місце в списку 500 кращих музикантів. У 2004 році журнал «Rolling Stone» помістив його на сьоме місце у списку найвидатніших музикантів епохи рок-н-ролу. Rolling Stone також назвав Брауна найдосвідченішим музикантом усіх часів. Знявся у кількох фільмах.

## Дискографія
| - 1959 Try Me! - 1959 Please Please Please - 1960 Think - 1961 James Browns Presents His Band - 1961 The Amazing James Brown - 1961 Night Train - 1962 Shout & Shimmy - 1962 Tours the U.S.A. - 1962 Jump Around - 1963 Live at the Apollo (1963) - 1963 Prisoner of Love - 1964 Pure Dynamite! Live at the Royal - 1964 Showtime - 1964 Out of Sight - 1964 Grits & Soul - 1965 Papa's Got a Brand New Bag - 1965 James Brown Plays James Brown - 1965 Papa's Got a Brand New Bag - 1966 I Got You (I Feel Good) - 1966 James Brown Plays New Breed - 1966 It's a Man's Man's Man's World - 1966 Handful of Soul - 1966 Mighty Instrumentals - 1966 James Brown Sings Christmas Songs - 1967 Sings Raw Soul - 1967 Live at the Garden - 1967 James Brown Plays the Real Thing - 1967 Cold Sweat - 1968 I Can't Stand Myself When You Touch Me - 1968 I Got the Feelin' - 1968 James Brown Plays Nothing But Soul - 1968 Live at the Apollo (1968) - 1968 James Brown Sings out of Sight - 1968 James Brown Presents His Show of Tomorrow - 1968 Soul Party - 1968 A Soulful Christmas - 1968 A Thinking About Little Willie - 1969 Say It Loud, I'm Black and I'm Proud - 1969 Gettin' Down to It - 1969 It's a Mother - 1969 The Popcorn - 1969 Plays Rhythm & Blues - 1969 Excitement - 1970 Ain't It Funky - 1970 Soul on Top - 1970 It's a New Day — So Let a Man Come In | - 1970 Sex Machine (live) - 1970 Hey America - 1971 She Is Funky Down Here - 1971 Hot Pants - 1971 Revolution of the Mind (live) - 1971 Super Bad (live) - 1971 Soul Brother No. 1 - 1972 There It Is - 1972 Get on the Good Foot - 1973 Black Caesar - 1973 Slaughter's Big Rip-Off - 1973 The Payback - 1974 Hell - 1974 Reality - 1975 Sex Machine Today - 1975 Everybody's Doin' the Hustle - 1976 Get up Offa That Thing (1976) - 1976 Bodyheat - 1976 Hot - 1977 Mutha's Nature - 1977 Strangers - 1978 Jam/1980's - 1978 Take a Look at Those Cakes - 1979 The Original Disco Man - 1979 Mister Dynamite - 1980 People - 1980 Hot on the One (live) - 1980 Soul Syndrome - 1981 Nonstop! - 1981 The Third Coming - 1981 Live in New York - 1981 Special - 1982 Mean on the Scene (live) - 1983 Bring It On! - 1985 Live in Concert - 1986 Gravity - 1988 I'm Real - 1991 Love Over-Due - 1992 Universal James - 1995 Live at the Apollo 1995 - 1998 I'm Back - 1999 The Merry Christmas Album - 2001 Get up Offa That Thing (2001) (live) - 2002 Super Bad — Live - 2002 Startime Live - 2002 In Concert (live) |